# Nina Divíšková

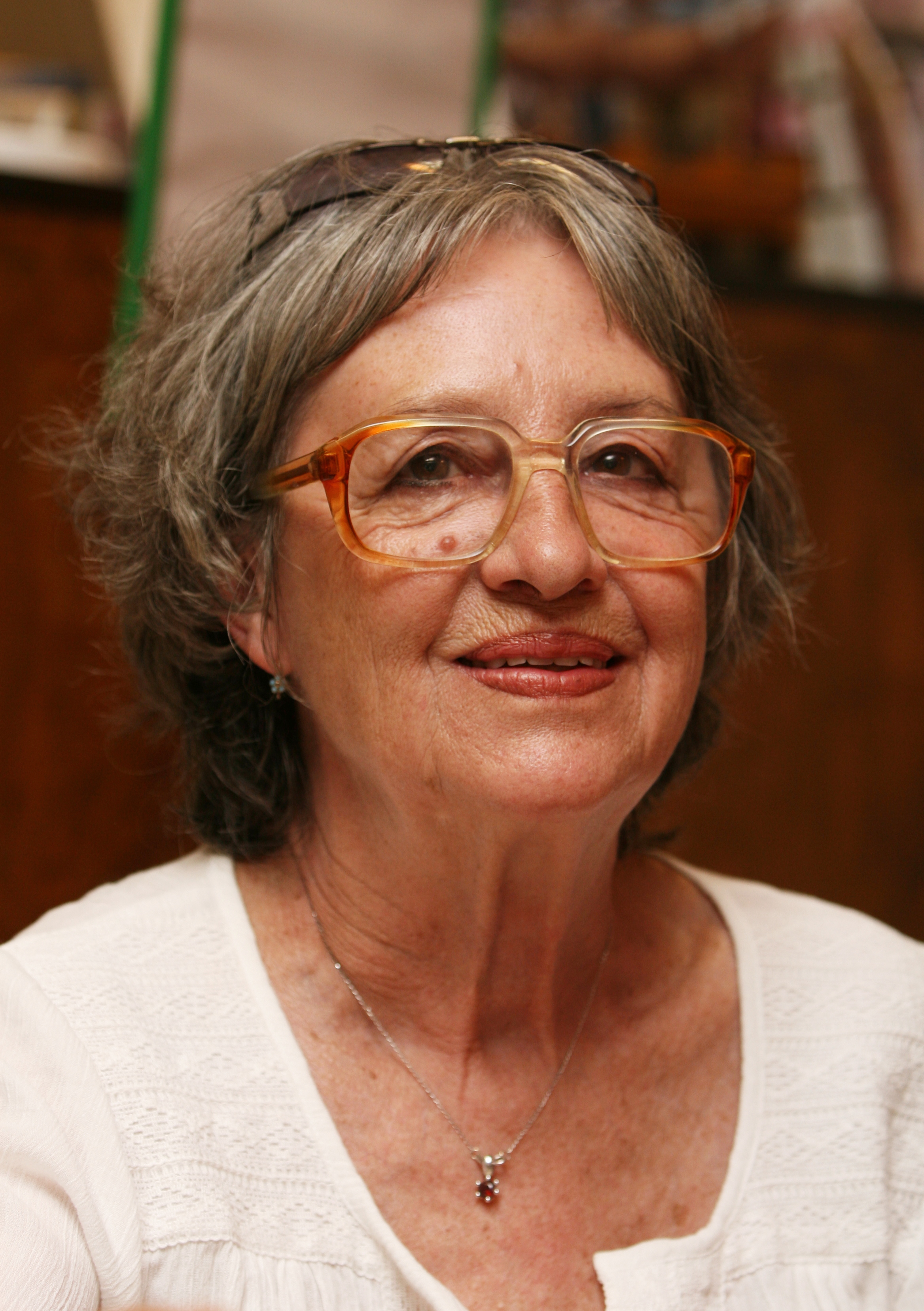
Nina Divíšková (2008)

Nina Divíšková (* 12. Juli 1936 in Brünn, Tschechoslowakei; † 21. Juni 2021 in Prag) war eine tschechische Schauspielerin.

## Leben
Bekannt wurde Nina Divíšková durch einen deutschen Film: 1967 gab sie an der Seite von Bruno Ganz die Vera in Haro Senfts Der sanfte Lauf. In ihrer Heimat war sie in der Folgezeit unter anderem in Jiří Svobodas Time out (1979) und in Karel Kachyňas Das Schäfchenzählen (1980) neben Vlastimil Brodský zu sehen. 1982 war sie erneut für einen deutschen Film besetzt. In Gabi Kubachs Rendezvous in Paris spielte sie das Kindermädchen der überforderten jungen Mutter Claude Jade. Die Kamera Helge Weindlers präsentierte Claude Jade und die bedrohliche Divíšková als Hommage an Joan Fontaine und Judith Anderson in Alfred Hitchcocks Rebecca.
Außer in tschechischen Kinofilmen, etwa Geheimbund „Goldener Ball“, und Fernsehproduktionen wie Die Tintenfische aus dem zweiten Stock arbeitete Divíšková immer wieder in deutschen Filmproduktionen. So war sie 1991 neben Iris Berben und Michael Degen als Fee in Der Froschkönig zu sehen. Außerdem spielte sie die Figur der Elizabeth Peachum neben Libuše Šafránková und Jeremy Irons in der von Menahem Golan und Jiří Menzel inszenierten Dreigroschenoper. In Frankreich erhielt sie unter anderem Rollen in Das Leben der Marianne und Maigret: Madame Quatre et ses enfants.
Zuletzt arbeitete sie neben Gedeon Burkhard in Joseph Vilsmaiers Der letzte Zug (2006).
Nina Divíšková war von 1962 bis zu ihrem Tod mit dem Schauspieler und Regisseur Jan Kačer verheiratet. Aus der Ehe gingen vier Töchter hervor, darunter die Schauspielerin Adela Kačerova (* 1976).

## Filmografie (Auswahl)
- 1967: Der sanfte Lauf
- 1969: Der siebte Tag, der achten Nacht (Den sedmý, osmá noc)
- 1974: Motiv für einen Mord (Motiv pro vraždu)
- 1977: Ein bischen schwanger (Hra o jablko)
- 1981: Das Schäfchenzählen (Počítání oveček)
- 1982: Rendezvous in Paris
- 1982: Tödliche Motive (Smrt talentovaného ševce)
- 1986: Die Tintenfische aus dem zweiten Stock (Chobotnice z II. patra)
- 1986: Geheimbund goldener Ball (Vyhrávat potichu)
- 1991: Der Froschkönig (Žabí král)
- 1991: Prager Bettleroper (Žebrácká opera)
- 1995: Das Leben der Marianne (La vie de Marianne)
- 2005: Geschichten des alltäglichen Wahnsinns (Příběhy obyčejného šílenství)
- 2006: Der letzte Zug